# Juan Pablo Añor
Juan Pablo Añor Acosta (Caracas, 24 de janeiro de 1994) é um futebolista profissional venezuelano que atua como meia-atacante. Atualmente defende o Caracas.

## Carreira
Juan Pablo Añor fez parte do elenco da Seleção Venezuelana de Futebol da Copa América de 2016.